# Sieben Slips
Sieben Slips var ett rockband som bildades 1981 i Malmö.
Sieben Slips bestod av medlemmarna Sven Qvist (sång), Bitte Zetterman (sång), Lene Cordes (sång), Johnny K. Svensson (bas), Leif Jönsson (trummor), Magnus Gertten (gitarr) och  Torgny Sjöö  (klaviatur). Bandet skivdebuterade 1983 på skivbolaget Amalthea med singeln Trummorna kallar/Djupare (AMS 2018) och gav 1984 ut albumet En sömnlös ryttare (AM 44) på samma skivbolag.